# Sant Joan Baptista (Sant Adrià de Besòs)
Sant Joan Baptista és un barri del municipi de Sant Adrià de Besòs, situat al marge esquerre del riu. Està delimitat per l'autopista C-31, el terme de Badalona i el riu Besòs.

## Història
El seu origen es remunta l'any 1922, quan s'urbanitzaren els terrenys paral·lels al riu Besòs, situats entre el carrer de la Mare de Déu del Carme i l'actual polígon del Sot; per tal de fer front l'onada migratòria que vingué a Barcelona atreta per les obres del metro, l'Exposició Internacional del 1929 i el propi desenvolupament industrial del municipi de Sant Adrià on s'hi establiren les fàbriques de Can Burier i de la CELO. Originàriament el barri s'anomenà urbanització Font i Vinyals, nom del propietari dels terrenys,Joaquim Font de Vinyals, qui va legar als seus 4 fills els terrenys, i va ser la seva filla, Carme Font de Cots, propietaria de la part çentral, i tocant al mar, junt amb el seu marit el Dr August Pi i Gibert que varen urbanitçar el barri,per mitjà de vendes i censos enfiteutics. Però 13 anys més tard, per l'advocació de la parròquia creada el 1935, s'anomenà Sant Joan Baptista. Durant els anys 50 es construí més al nord de la rambla Lluís Companys, el polígon industrial del Sot, avui dia seu de molts magatzems.
Finalment el barri es va acabar de configurar durant els anys 80, amb la construcció d'habitatges i zones verdes en els terrenys situats entre el carrer de la Mare de Déu del Carme i el riu, que antigament s'havien reservat com a zona agrícola per tal de mantenir una zona de seguretat en una eventual riuada.

## Llocs d'interès

### Béns culturals
El barri compta amb diferents monuments catalogats com a Béns Culturals d'Interès Local com el monument a Lluís Companys, la xemeneia de l'antiga fàbrica CELO, el conjunt monumental de la placeta de Francesc Macià i també compta amb el conjunt arquitectònic de la central Tèrmica de Sant Adrià, protegit pel seu interès patrimonial industrial.

### Zones verdes
El barri també disposa de nombroses zones verdes, com per exemple la rambla parc de Lluís Companys, el parc de la ribera, paral·lel al parc fluvial del Besòs i el parc del Litoral.
El parc del Litoral, situat just davant de la platja del mateix nom, amb gairebé 3 ha és un dels principals parcs de la ciutat. A l'interior del parc s'hi troben pistes esportives així com un llac que durant l'estiu esdevé piscina a l'aire lliure. El solar que avui dia ocupa el parc fou una fàbrica de materials de construcció, que tingué activitat entre els anys 1950 i 1984. El 1985, la Corporació Metropolitana de Barcelona va expropiar els terrenys mentre que la Mancomunitat de Municipis va realitzar les obres que van portar a la inauguració del parc l'any 1990, iniciant així el procés de recuperació del litoral adrianenc, que culminà amb la construcció de la Zona Fòrum l'any 2004.

## Transports
- Estació de Sant Adrià (R1, RG1, T4, T6)
- Estació de Sant Joan Baptista (T5)